# 釧路市立鶴野小学校
釧路市立鶴野小学校（くしろしりつ つるのしょうがっこう）は、北海道釧路市にある公立小学校。

## 概要
釧路市の公立小学校のうちの1校である。釧路市立鳥取西小学校の児童増大に対する緩和対策として設立された。当校は釧路湿原の入口に立地していることから、「湿原学習」として釧路湿原についての学習を行っている。

## 教育方針

### 教育目標
- 『創造性と実践力に富む心身ともに健康な子ども』
  - (知) 考え深い子ども
  - (情) 助け合う子ども
  - (意) がんばりぬく子ども
  - (体) じょうぶな子ども

## 沿革
- 1980年（昭和55年）12月 - 釧路市議会において学校設置条例可決により、釧路市立鶴野小学校となる
- 1981年（昭和56年）
  - 2月 - 釧路市教育委員会において通学区域の議決を得る。校章制定。
  - 4月 - 釧路市教育委員会により開校式が挙行。第1回入学式挙行。最初の新入生は137名。
  - 10月 - 屋内体育館完成。
  - 11月 - 校歌制定。
- 1982年（昭和57年）2月 - 学校教育目標制定。
- 1983年（昭和58年）3月 - 第1回卒業証書授与式挙行。
- 1985年（昭和60年）11月 - 開校5周年記念式と校舎落成記念式典並びに祝賀会挙行。遊具施設設置。
- 1986年（昭和61年）10月 - アイスホッケー同好会全道大会準優勝。
- 1987年（昭和62年）6月 - サッカー同好会北海道大会優勝。
- 1989年（平成元年）6月 - 中庭造成完了。
- 1990年（平成2年）11月 - 開校10周年記念式典挙行。
- 1991年（平成3年）11月 - ソニー教育資金優良賞受賞。
- 1993年（平成5年）1月15日 - 20時06分頃に釧路沖地震が発生（釧路:震度6）したが、本校への被害は軽微だった。
- 1994年（平成6年）10月4日 - 22時23分頃に北海道東方沖地震が発生（釧路:震度6）したが、本校への被害は軽度だった。なお、避難者のためグランドと屋体を解放した。
- 2000年（平成12年）11月 - 開校20周年記念式典挙行。
- 2002年（平成14年）11月 - 中庭改修工事完了。
- 2004年（平成16年）4月 - フルブライトメモリアルプログラム交流・MTP2004に参加（バージニア州アーリントンサイエンスフォーカス小学校と交流）。
- 2005年（平成17年）4月 - MTP2005に参加（ミズーリ州セントルイスフォーサイス小学校と交流）。
- 2007年（平成19年）4月 - 特別支援学級設置。
- 2009年（平成21年）11月 - 新型インフルエンザによる学校閉鎖。
- 2010年（平成22年）10月 - 開校30周年記念式典挙行。
- 2015年（平成27年）3月 - 耐震化及び大規模改修工事着工。
- 2016年（平成28年）7月 - 地域見守り安全マップ完成。
- 2020年（令和2年）3月 - 新型コロナウイルスによる学校閉鎖。

## 通学区域
- 釧路市[3]
  - 鶴野の一部
  - 鶴野東1丁目から5丁目まで
  - 中鶴野
  - 星が浦大通1丁目から4丁目まで
  - 星が浦北1丁目から4丁目まで
  - 星が浦南1丁目から5丁目まで

## 進学先中学校
- 釧路市立鳥取西中学校
- 釧路市立大楽毛中学校

## 外部サイト
- 釧路市立鶴野小学校